# Astragalus bourgaeanus
Astragalus bourgaeanus — вид квіткових рослин з родини бобових (Fabaceae). Ареал охоплює такі країни: Марокко, пд. Іспанія.

## Середовище
Це багаторічна невитка трав'яниста рослина, яка зустрічається переважно в середземноморських лісах і лісах (у перехідній зоні Середземномор'я та Сахари) та у хвойних лісах Іберійського півострова; її також описують як луковий вид. Висота 40–1200 метрів. Немає відомих серйозних загроз для цього виду.